# Serra de l'Ermita
La Serra de l'Ermita és una serra situada al municipi de Vilaverd a la comarca de la Conca de Barberà, amb una elevació màxima de 650 metres.